# 3354 McNair
A 3354 McNair (ideiglenes jelöléssel 1984 CW) a Naprendszer kisbolygóövében található aszteroida. Edward L. G. Bowell fedezte fel 1984. február 8-án.